# Waldfriedhof (München)

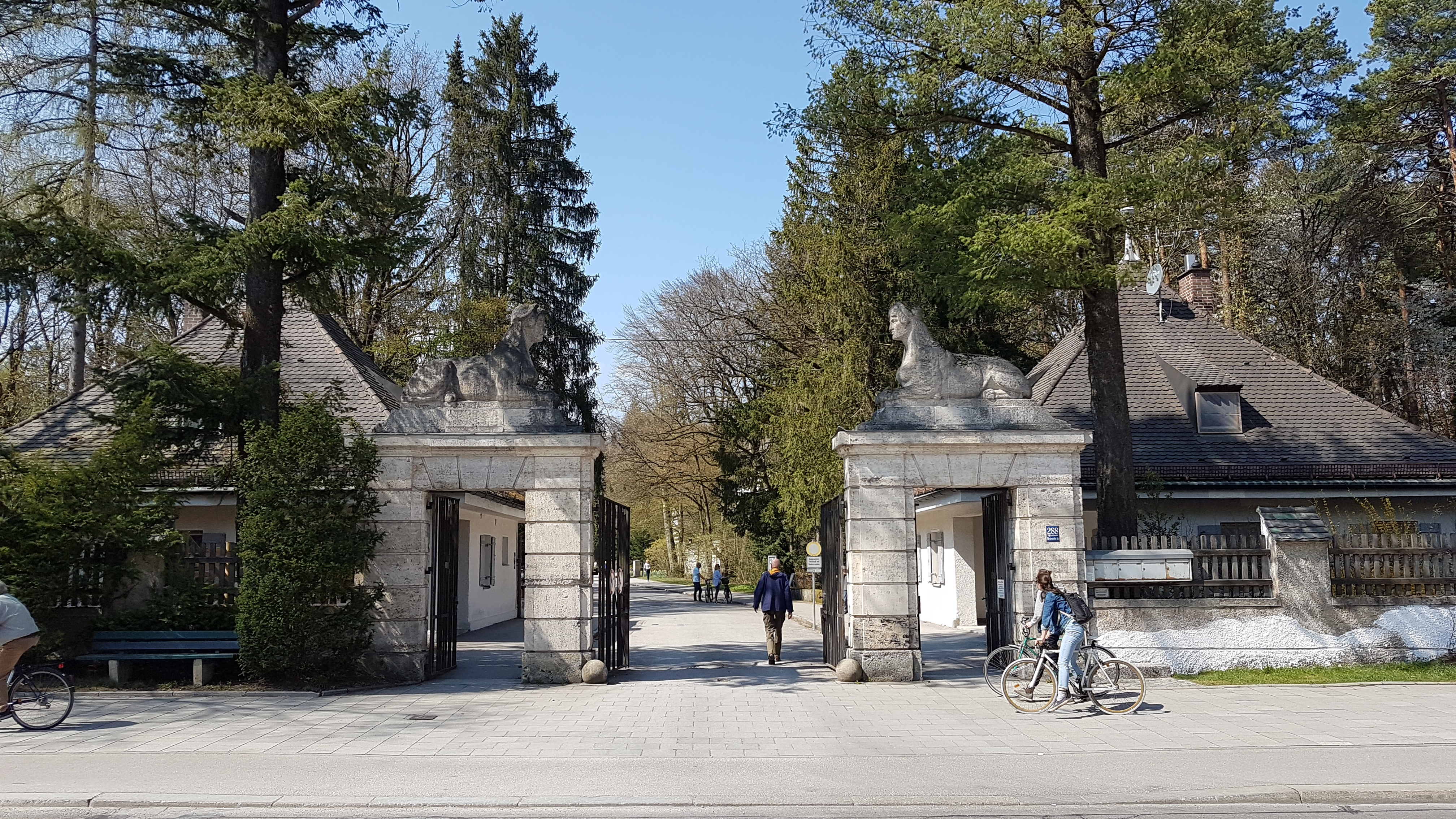
Haupteingang zum Waldfriedhof in München

Der Waldfriedhof ist der größte Friedhof in München. Er war der erste Waldfriedhof in Deutschland. Der Friedhof ist Teil des Landschaftsschutzgebiets LSG-00120.15 und als Baudenkmal in die Bayerische Denkmalliste eingetragen.

## Lage
Der Friedhof liegt im Südwesten von München im Stadtteil Großhadern im Stadtbezirk 20 Hadern. Er wird im Norden begrenzt von der Würmtalstraße, im Osten von der  Fürstenrieder Straße, im Süden von der Forst-Kasten-Allee und der Bundesautobahn 95, im Südwesten von der Tischlerstraße und im Nordwesten von der Kriegerheimstraße.

## Alter Teil

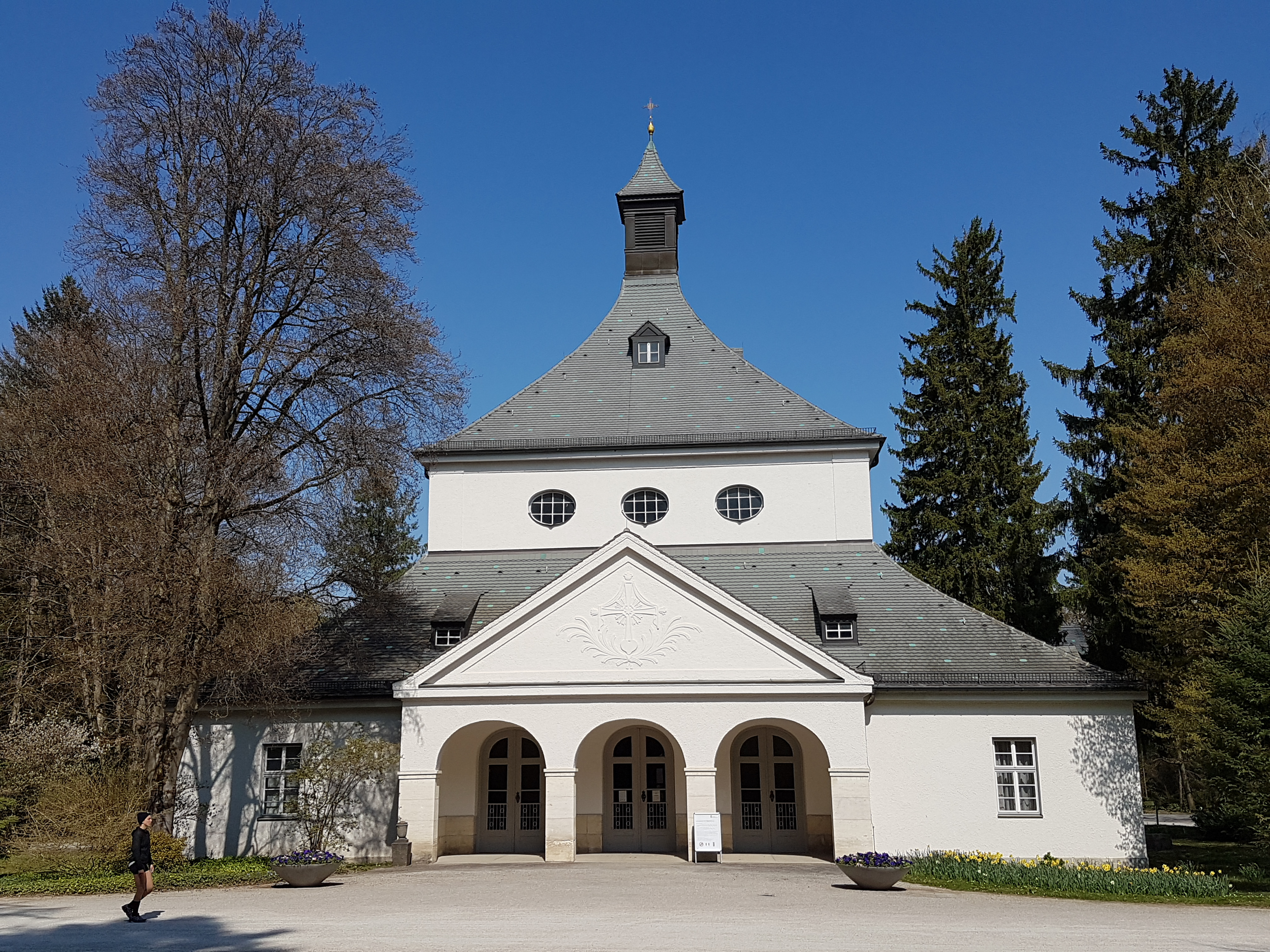
Alte Aussegnungshalle im Waldfriedhof

Das Konzept, einen Friedhof ohne die Strenge geometrischer Formen zu schaffen, wurde von dem damals führenden Friedhofsarchitekten und Stadtbaurat Hans Grässel entwickelt. 1905 begannen die Arbeiten im ehemaligen Hochwaldforst von Schloss Fürstenried. In dem bereits durch Holznutzung gelichteten Fichtenwald wurden hainartige Grabfelder angelegt. 1907 war der alte Teil des Waldfriedhofs mit 35.000 Grabstätten fertiggestellt. Heute besitzt der Waldfriedhof insgesamt 59.000 Grabplätze auf einer Fläche von 170 Hektar. In jüngster Zeit stellte die Stadt München 40 Bäume für jeweils acht Urnenbestattungen zur Verfügung.
Die St.-Anastasia-Kapelle befindet sich etwa 300 Meter vom Haupteingang entfernt. Sie wurde 1932 nach Plänen des Stadtbaurats Hermann Leitenstorfer errichtet. Der Münchner Maler Max Lacher schuf die Fresken im Inneren.

## Neuer Teil
Von 1963 bis 1966 erweiterte der Gartenarchitekt Professor Ludwig Roemer (1911–1974) den Friedhof um den Neuen Teil mit 24.000 Gräbern. 1955 wurde auf dem Münchner Waldfriedhof das erste islamische Grabfeld Deutschlands geschaffen. Das Gräberfeld 477 b wurde als Neuer Jüdischer Friedhof (München) angelegt. Er steht unter der Aufsicht der liberalen Gemeinde Beth Shalom (München). Ein Gedenkstein erinnert an die mehr als 100.000 Menschen, die nach der Einnahme Königsbergs durch die Rote Armee von 1945 bis 1948 starben, davon etwa 75 % an Hunger, 15 % durch Gewalt, die Übrigen an Krankheiten, vor allem Typhus, und Entkräftung.
Am 25. Mai 1990 errichtete die Max-Planck-Gesellschaft auf Veranlassung des damaligen Präsidenten Heinz A. Staab einen Gedenkstein für Opfer der nationalsozialistischen Euthanasieverbrechen. Er erinnert an die zahlreichen Opfer der „Euthanasie“-Morde, deren Gehirne von Wissenschaftlern des Kaiser-Wilhelm-Instituts (KWI) für Hirnforschung in Berlin und des KWI für Psychiatrie in München untersucht worden sind; es fordert Wissenschaftler auf, in Zukunft auch an ihre Verantwortung zu denken. Die Präparate der Gehirne dieser Opfer wurden 1990 auf dem Waldfriedhof beerdigt.

## Kriegsgräberstätten

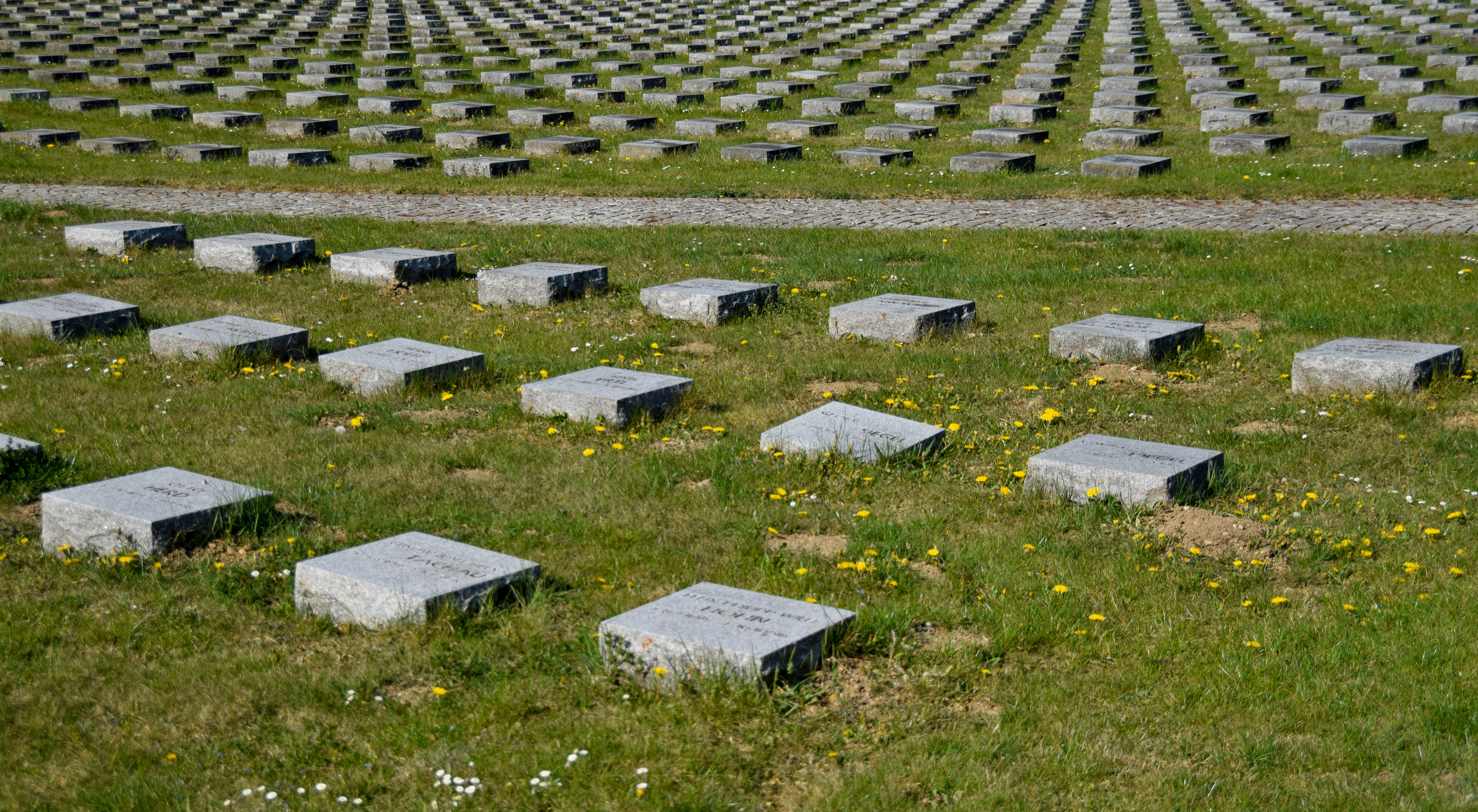
Kriegsgräberstätte am Waldfriedhof, 2020

Auf oder am Waldfriedhof gibt es zwei Kriegsgräberstätten:
- Im Neuen Teil befindet sich der Cimitero Militare Italiano mit Gräbern von 3249 Italienern. Er war bereits 1922 für in Kriegsgefangenschaft verstorbene italienische Soldaten angelegt worden. Nach dem Zweiten Weltkrieg wurden Italiener, die zunächst auf anderen bayerischen Friedhöfen bestattet worden waren, hier zusammengelegt.[5]
- In einer durch die Tischlerstraße vom Waldfriedhof getrennten Waldlichtung wurde 1965 die Kriegsgräberstätte am Waldfriedhof, mit 3540 Gräbern eine der größten in Deutschland, fertiggestellt. Sie wird seitdem vom Volksbund Deutsche Kriegsgräberfürsorge betreut. Die hier bestatteten 1988 Gefallenen des Ersten Weltkriegs und 1552 Opfer des Zweiten Weltkriegs (Soldaten, Kriegsgefangene und Zivilisten) waren zunächst auf zahlreichen anderen Friedhöfen in Oberbayern und Schwaben beigesetzt worden.[5] Mehr als 300 der hier Bestatteten sind ausländische Kriegsopfer (vor allem russische).[6]

## Gräber

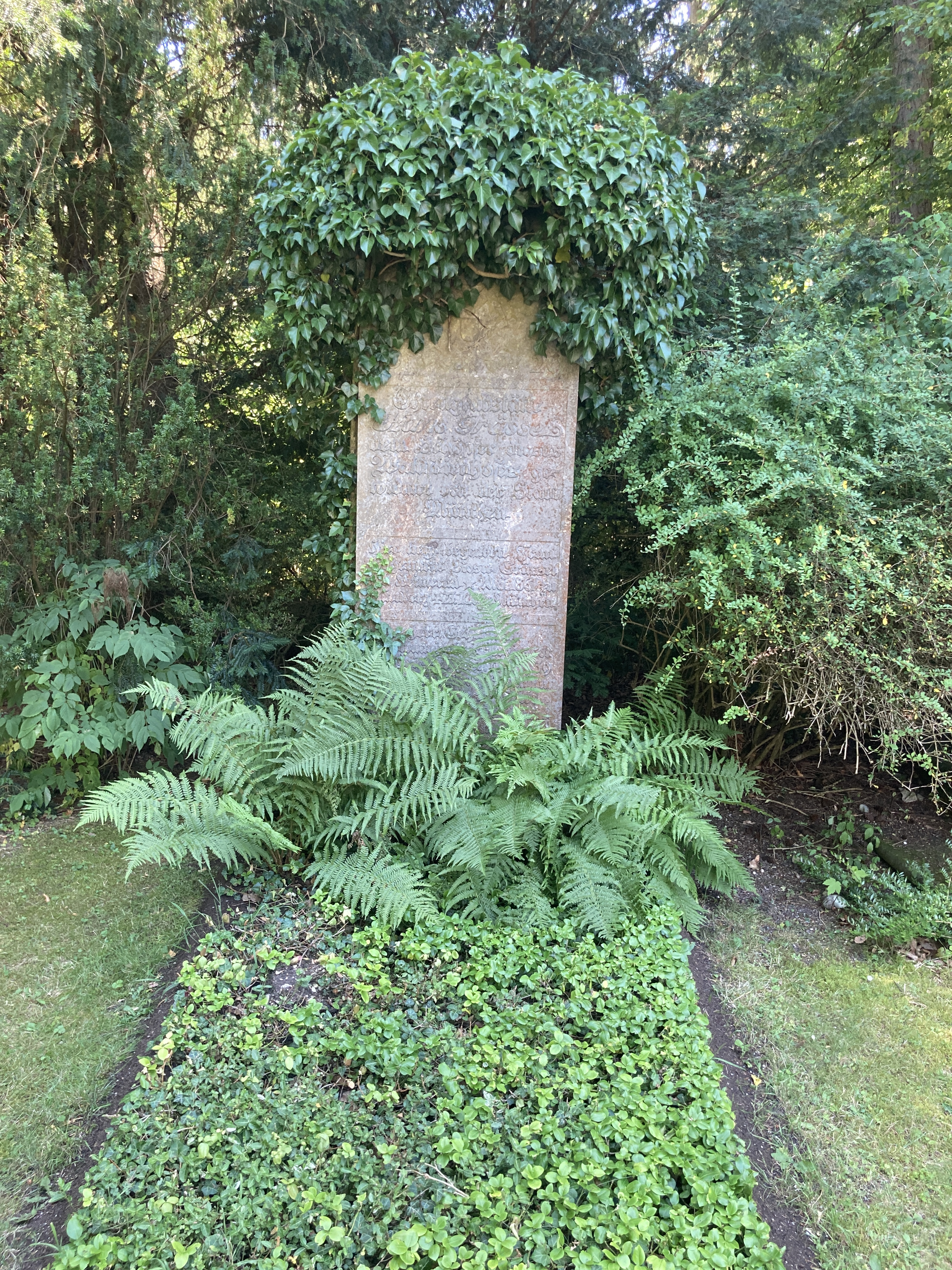
Ehrengrab des Münchner Stadtbaurats Hans Grässel gegenüber der Alten Aussegnungshalle

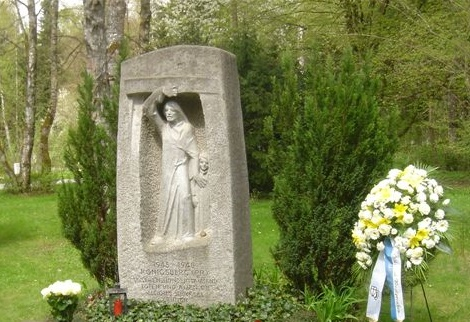
Gedenkstein Königsberg

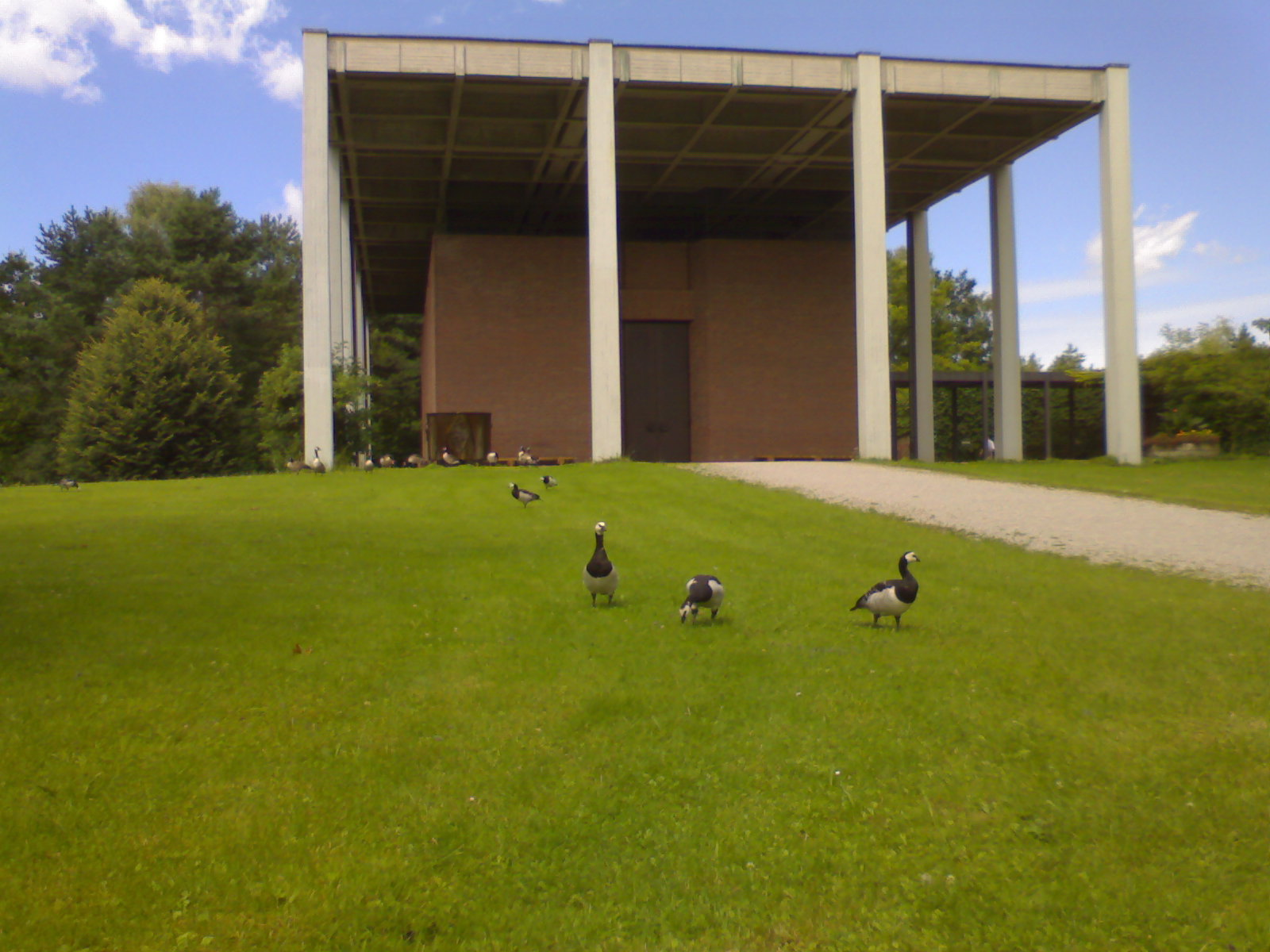
Aussegnungshalle Neuer Teil

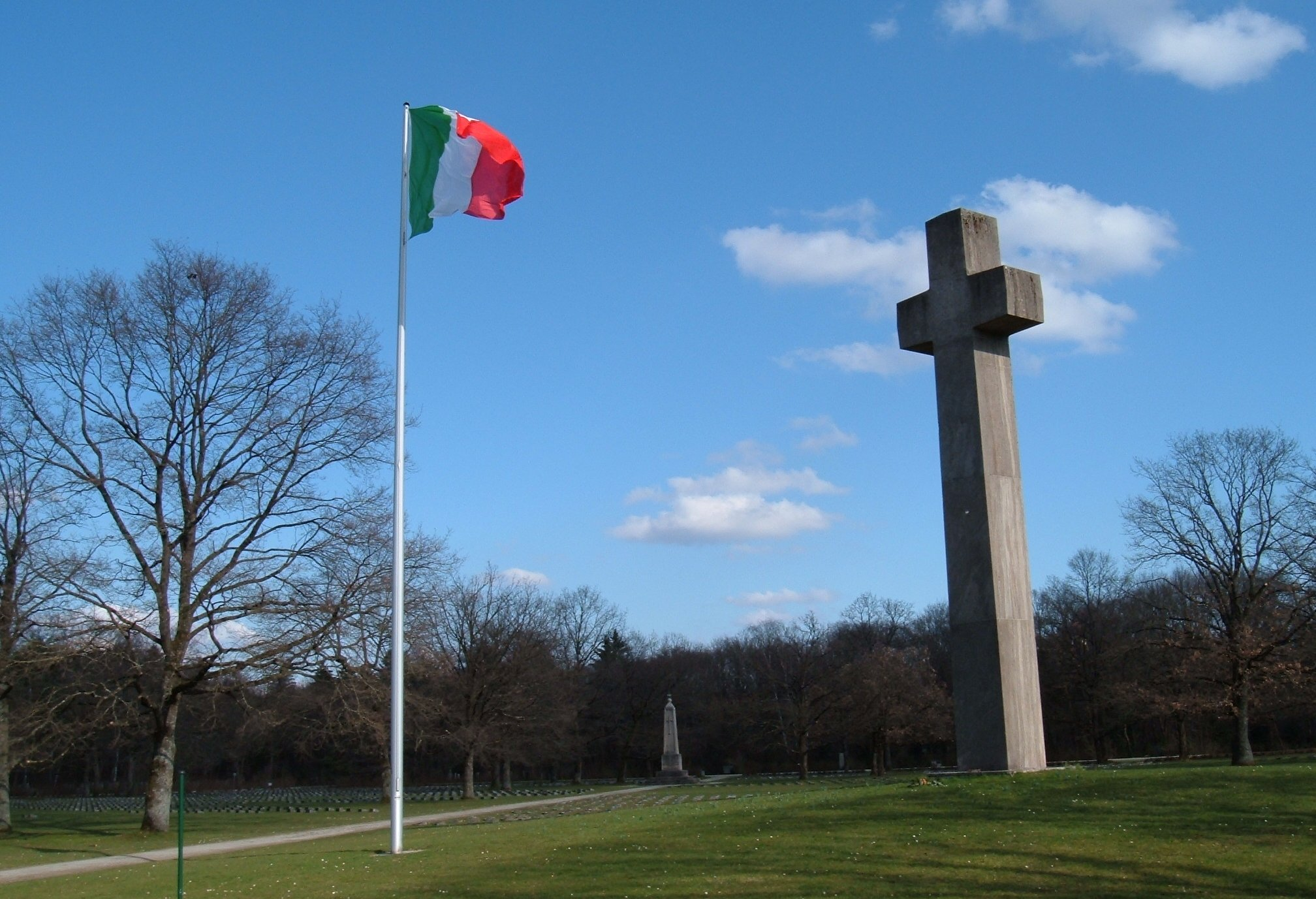
Cimitero Militare Italiano

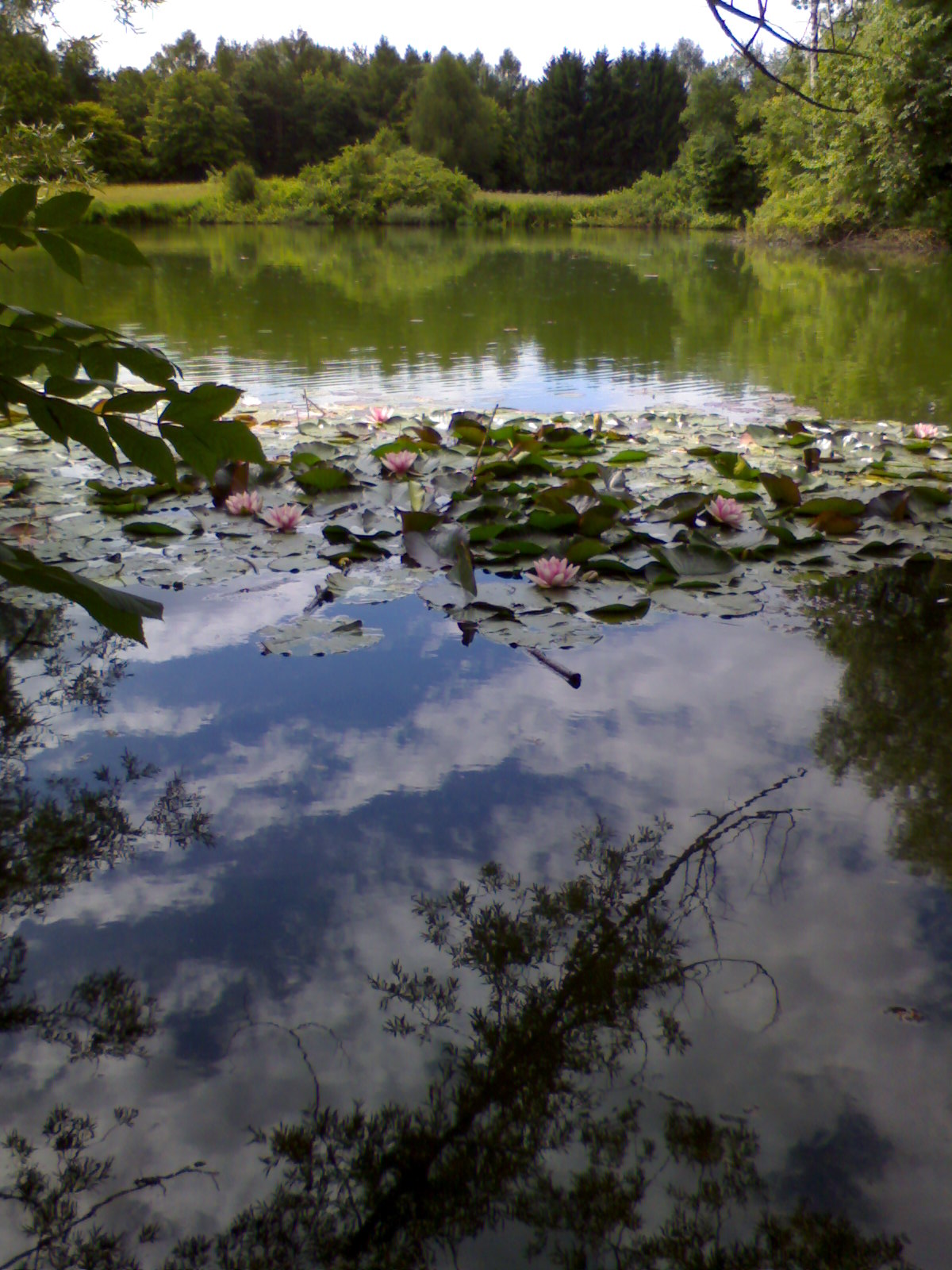
Teich

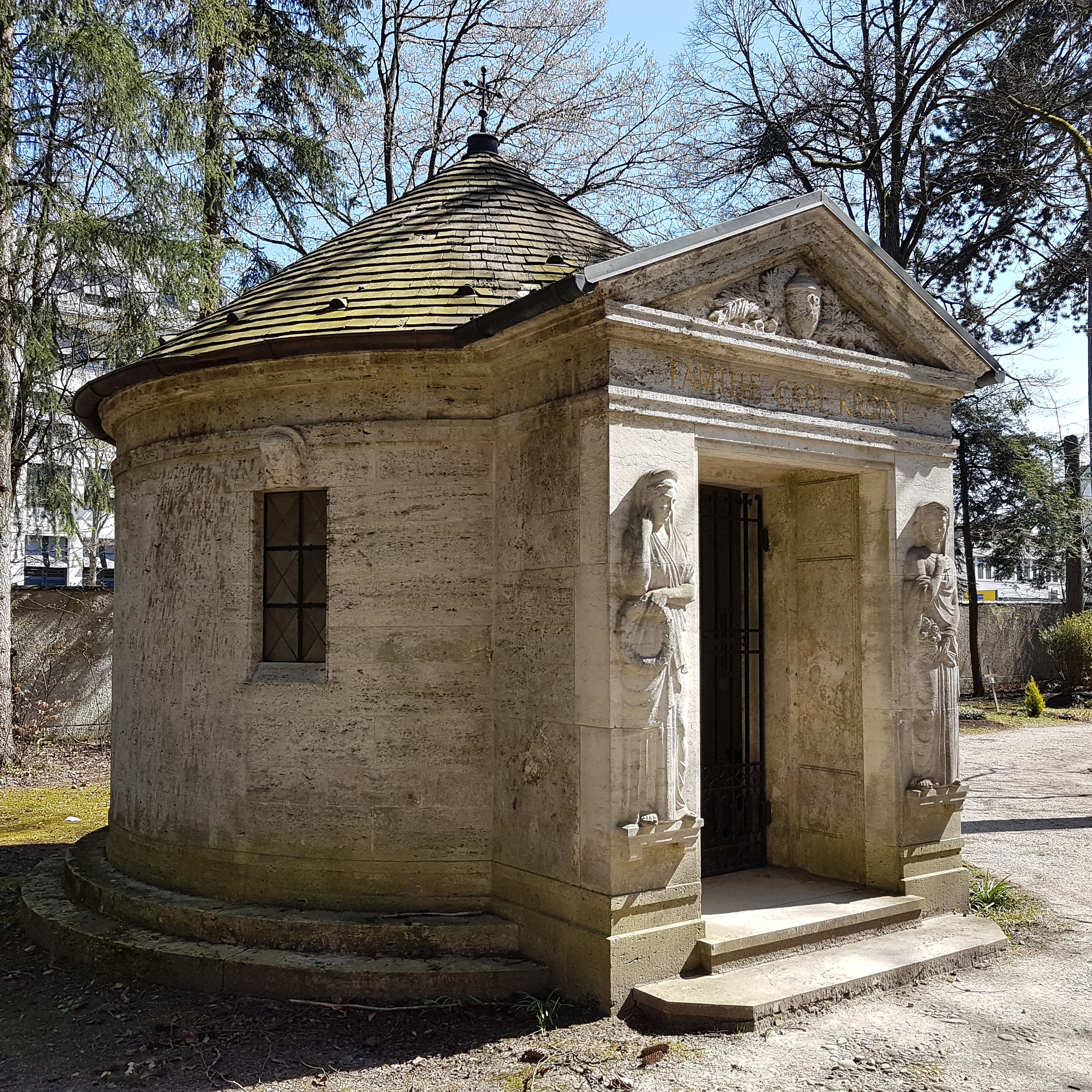
Grabkapelle der Familie Krone

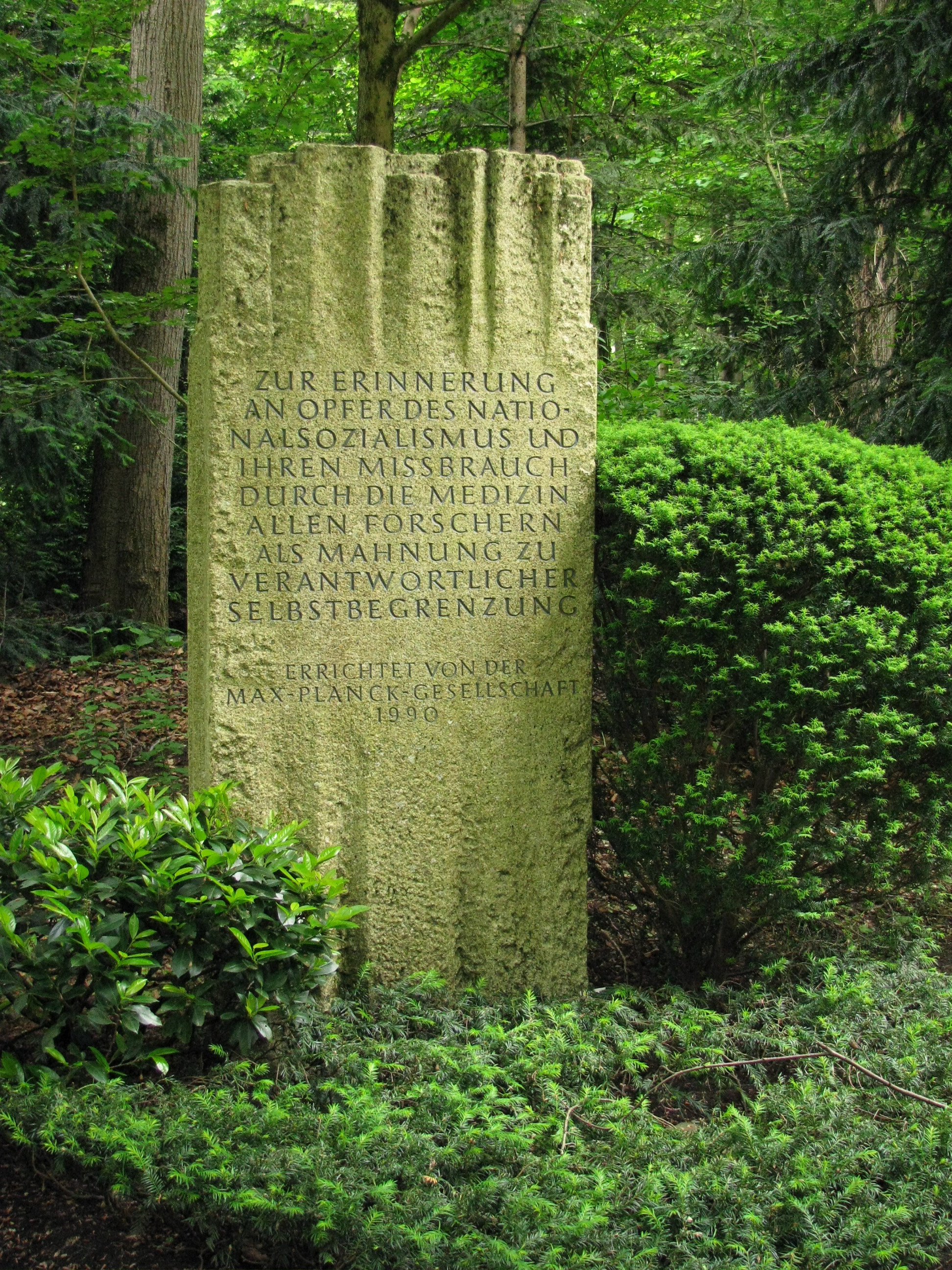
Mahnmal für die Opfer der nationalsozialistischen Euthanasieverbrechen

Auswahl aus der Liste auf dem Münchner Waldfriedhof bestatteter Persönlichkeiten gruppiert nach Beruf:
Adlige und Politiker
Christoph in Bayern (1879–1963)
Hans Ehard (1887–1980)
Alfons Goppel (1905–1991)
Georg von Vollmar (1850–1922)
Stepan Bandera (1909–1959)
Alfred von Tirpitz (1849–1930)
Schauspieler, Synchronsprecher und Regisseure
Leo Bardischewski (1914–1995)
Karl Ludwig Diehl (1896–1958)
Georg Lehn (1915–1996)
Heidi Brühl (1942–1991)
Hansjörg Felmy (1931–2007)
Fritz Kortner (1892–1970)
Karl Schönböck (1909–2001)
Leni Riefenstahl (1902–2003)
Paul Verhoeven (1901–1975)
Nora Minor (1910–1995)
Elisabeth Volkmann (1936–2006)
Pinkas Braun (1923–2008)
Clemens Ostermann (1984–2007)
Tilly Wedekind (1886–1970)
Stephan Orlac (1931–2020)
Sänger und Komponisten
Bernd Aldenhoff (1908–1959)
Karl Amadeus Hartmann (1905–1963)
Heinz Maria Lins (1916–2020)
Max Reger (1873–1916)
Fritz Wunderlich (1930–1966)
Karl Kraft (1903–1978)
Hilde Güden (1917–1988)
Franzl Lang (1930–2015)
Rob Pilatus (1964–1998)
Fritz Büchtger (1903–1978)
Schriftsteller
Lena Christ (1881–1920)
Michael Ende (1929–1995)
Werner Finck (1902–1978)
Paul Heyse (1830–1914)
Frank Wedekind (1864–1918)
Unternehmer
Benno Danner (1857–1917)
Jakob Heilmann (1846–1927)
Heinrich Hugendubel (1936–2005)
Hugo Junkers (1859–1935)
Carl Krone (1870–1943)
Friedrich Wamsler (1852–1913)
Wissenschaftler
Werner Heisenberg (1901–1976)
Friedrich Hund (1896–1997)
Carl von Heß (1863–1923)
Edgar Krausen (1912–1988)
Carl von Linde (1842–1934)
Karl Wessely (1874–1953)
Wilhelm Wien (1864–1928)
Nils Wiberg (1934–2007)
Künstler und Architekten
Willibald Besta (1886–1949)
German Bestelmeyer (1874–1942)
Theodor Fischer (1862–1938)
Hans Grässel (1860–1939)
Petra Moll (1921–1989)
Karl Stöhr (1859–1931)
Franz von Stuck (1863–1928)
Friedrich von Thiersch (1852–1921)
Sportler
Tim Lobinger (1972–2023)